# Konstantin Bronzit
Konstantin Ėduardovič Bronzit (in russo Константин Эдуардович Бронзит?; Leningrado, 12 aprile 1965) è un animatore e regista russo, tra i nomi più noti dell'animazione europea.

## Biografia
Konstantin Bronzit è nato nel 1965 a Leningrado. Dopo aver studiato all'istituto superiore di arte e disegno della città natale ha lavorato presso uno studio di animazione specializzato in film scientifici popolari. Tra il 1988 e il 1994 ha realizzato varie strisce a fumetti apprezzate dagli specialisti. Dopo aver debuttato con il corto The Round-about (1988), Bronzit ha ottenuto più di 70 riconoscimenti con A bout du monde (1999), ha vinto un premio durante la dodicesima edizione dell'Open Russian Festival of Animated Film grazie a Lavatory – Lovestory (2007) e ha ottenuto varie onorificenze tra cui un Oscar al miglior cortometraggio d'animazione grazie a We Can't Live Without Cosmos (2015). Per la Melnitsa Animation Studio Bronzit ha lavorato al film Karlik Nos (2003) in qualità di direttore artistico e ha doppiato l'imperatore del lungometraggio Ivan Tsarevich i Seriy volk (2011).

## Filmografia parziale
- The Round-about, 1988
- Farewell, 1993
- Tuk-Tuk, 1993
- Switchcraft, 1994
- Pacifier, 1995
- Die Hard, 1997
- Au bout du monde, 1999
- The God, 2003
- Alyosha Popovich i Tugarin Zmey, 2004
- Lavatory – Lovestory, 2006
- We Can't Live Without Cosmos, 2015